# Ciosna (województwo wielkopolskie)
Ciosna – wieś w Polsce położona w województwie wielkopolskim, w powiecie słupeckim, w gminie Strzałkowo.
W latach 1975–1998 miejscowość należała administracyjnie do województwa konińskiego.